# Эпизоды из жизни мадам Блаватской
«Эпизоды из жизни мадам Блаватской, согласно информации, предоставленной её родственниками и друзьями» (англ. Incidents in the Life of Madame Blavatsky: compiled from information supplied by her relatives and friends) — книга члена Теософского общества А. П. Синнетта, журналиста и первого биографа Е. П. Блаватской (урождённой Ган); впервые опубликована в 1886 году. Автор описывает многие экстраординарные события в жизни Блаватской, начиная с её детства в России. Он утверждает, что у неё уже тогда были контакты с духовным миром, рассказывает о её кратковременном неудачном замужестве, десятилетиях путешествий, обучении в Индии и критике, вызванной демонстрацией ею «феноменов».

## Из истории написания
П. Вашингтон писал, что у Блаватской с Синнеттами сложились искренне дружеские отношения, и на протяжении целого десятилетия (1879—1889) она вела с ними переписку и «снабжала Альфреда материалами для своей биографии». Этой книгой он «попытался восстановить» репутацию Блаватской, пострадавшую от жёсткой критики Общества психических исследований, изложенной в Отчёте Ходжсона. Синнетты побывали у неё в Вюрцбурге, где автор «по многу часов проводил, исправляя зачастую перепутанные сведения о времени и месте описываемых событий». Впоследствии Блаватская продолжала присылать ему дополнительную информацию, «то и дело всплывавшую в её памяти». Синнетт писал: «После обсуждения мы решили, что название „Мемуары“ потребовало бы от нас более обстоятельного подхода к книге, поэтому мы остановились на названии „Эпизоды“». В своём письме автору Блаватская заявила: «Пишите о том, что вы считаете лучшим и правильным, и как вам нравится. Я даю вам полное право действовать от моего имени и публиковать книгу. Надеюсь, вы сможете защитить наше дело лучше, чем я».

## Содержание книги

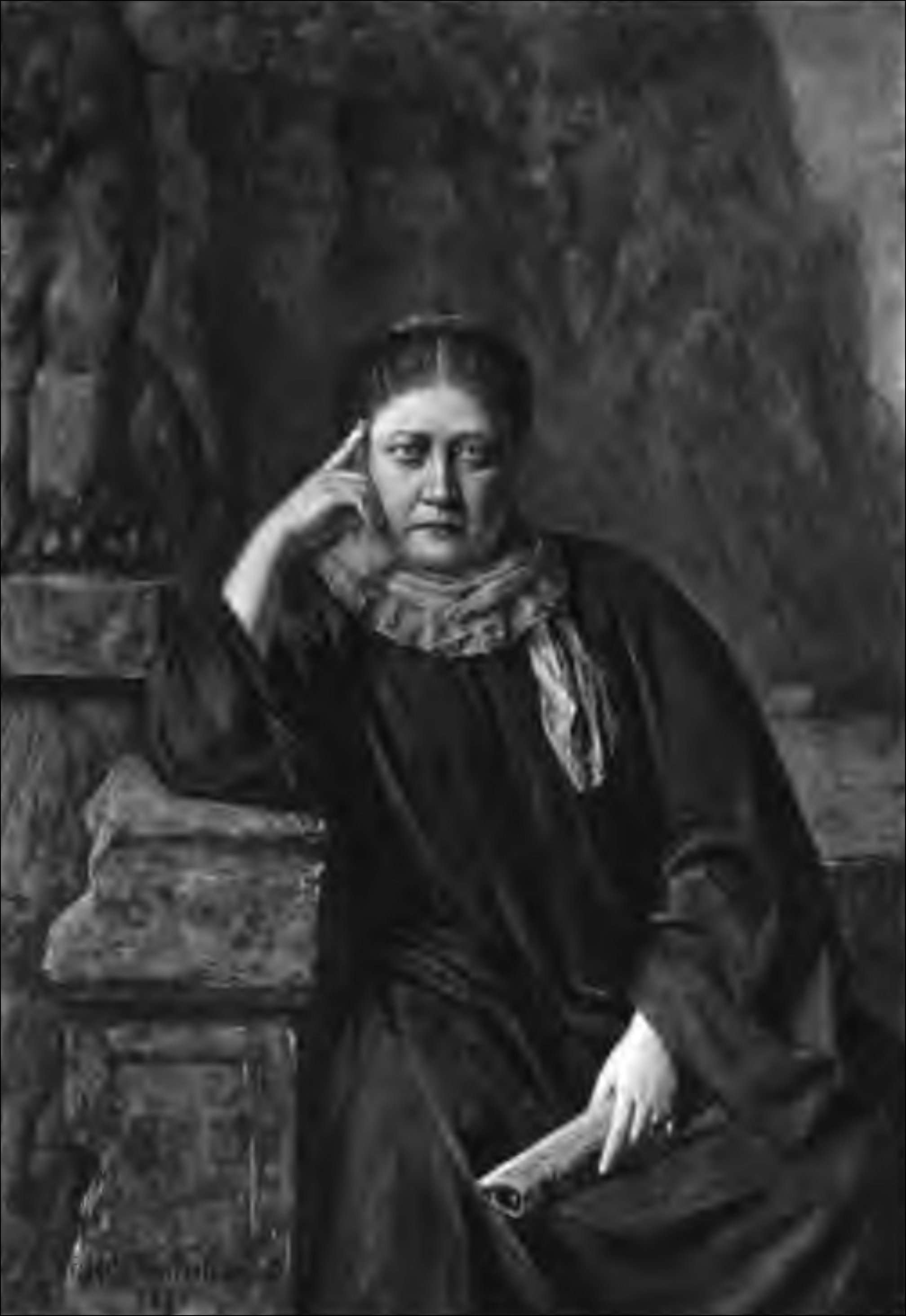
Фронтиспис: «М-м Блаватская» (художник Г. Шмихен).

1. Детство.
2. Замужество и путешествия.
3. Домой в Россию, 1858 г.
4. Рассказ сестры.
5. Рассказ сестры (продолжение).
6. Рассказ сестры (окончание).
7. От ученичества к работе.
8. Пребывание в Америке.
9. Работа в Индии.
10. Отъезд в Европу.

### Её ангел-хранитель
Блаватская рассказала Синнетту о странном событии, случившемся с ней в раннем детстве. Она захотела получше рассмотреть портрет, довольно высоко висевший на стене. Соорудив пирамиду из двух небольших столиков и стула, Елена попыталась добраться до портрета. Что произошло дальше, она не знает, потому что потеряла сознание в тот момент, когда её сооружение пошатнулась и начало рассыпаться. Когда она пришла в себя, то увидела, что лежит совершенно невредимой на полу, а столики и стул снова были на своих обычных местах. Однако отпечаток её маленькой руки остался на пыльной стене рядом с портретом.
Автор сообщает ещё об одном случае, когда Елена чудом уцелела. Ей было тогда четырнадцать лет.

«Лошадь понесла, и она выпала из седла, причём нога застряла в стремени. Она не сомневалась, что разобьётся, прежде чем лошадь успеют остановить, и вместе с тем ясно ощущала, как некая сила вопреки гравитации поддерживает её, не давая упасть на землю».
Синнетт пишет, что, судя по самым ранним её воспоминаниям, она иногда видела около себя своего «Покровителя». С раннего детства этот образ господствовал в её воображении. Он был всегда одним и тем же, его черты никогда не менялись; настало время, когда она повстречала его в «облике живого человека и мгновенно узнала его, словно при нём выросла».

### Как она стала Блаватской
По мнению [Н. А. Фадеевой,] тёти Елены Ган, причиной этого брака был легкомысленный характер её племянницы, которую спровоцировала гувернантка, когда сказала, что при её характере вряд ли найдётся мужчина, который согласился бы жениться на ней. Чтобы усилить воздействие своих слов, гувернантка добавила, что «даже тот старик, над которым она так смеялась и называла „ощипанной вороной“, даже он не пожелал бы иметь её своей женой!» Этого было достаточно, чтобы через три дня Елена добилась от него предложения. Но затем, испугавшись, попыталась увильнуть от своего обещания, но было уже поздно. Она поняла, что теперь будет вынуждена признать над собой власть этого далеко не молодого человека, который был ей совершенно безразличен и которого она презирала.

Когда во время венчания священник произнёс слова: «Ты должна будешь чтить своего мужа и слушаться его», — она, услышав ненавистные слова — «ты должна», покраснела, потом смертельно побледнела и сквозь зубы пробормотала: «Конечно, нет». С этого момента она решила взять всё в свои руки и оставить своего «мужа» навсегда, не давая ему возможности даже подумать о ней, как о своей жене.

### Медиумы и медиумизм
Синнетт пишет, что Блаватская пыталась через наиболее авторитетных медиумов «вызывать тех, кто был дорог ей, и общаться с ними… Она часто видела… как её собственные воспоминания и созданные её воображением картины извлеклись из памяти и затем искажённые беспорядочно смешивались в мозгу медиума… [который тут же отсылал их,] а оболочки всасывали их, как губка, и объективировали их… [„Отвратительную форму в маске невозможно забыть“, — говорит она]». Далее Синнетт передаёт слова Блаватской:

«Даже материализованная форма моего дяди у братьев Эдди была просто картинкой; это я вызвала её из собственной памяти, когда начала проводить эксперименты, никому не сообщив об этом. Она была похожа на пустую внешнюю оболочку дяди, которую я как бы наложила на астральное тело медиума … [я это видела и следила за процессом,] я знала, что Уильям Эдди был настоящим медиумом, и феномен был реальным, как положено, а потому, когда у него начались неприятности, я защищала его в газетах».
Желиховская вспоминала, что когда Блаватскую называли медиумом, та смеялась и говорила, что «она — не медиум, а только посредник между людьми и существами, о которых ничего не знают».
В одном из писем к родным Блаватская сообщает, что последний остаток её психо-физического бессилия ушёл и не возвратится больше: «Я очистилась и освободилась от этого ужасного притяжения ко мне блуждающих привидений и эфирного влечения. Я свободна, свободна благодаря тем, кого теперь я благословляю каждый час моей жизни». В связи с её медиумизмом Синнетт пишет, что там, «где менее сильный характер, несомненно, потерпел бы поражение, Блаватская, благодаря своей несгибаемой воле, нашла способ поставить невидимый мир — обитателей которого она всегда отказывалась называть „духами“ и душами — под свой собственный контроль».

## Критика
Несмотря на то, что Блаватская помогала Синнетту в работе над книгой, предоставляя информацию, более поздние авторы отмечали, что книга «содержит ряд фактических ошибок».
Вс. Соловьёв оценил книгу так:

Кроме «The Occult World», для прославления «madame», Синнеттом издана ещё другая книга, носящая название «Incidents in the life of Madame Blavatsky». В ней изображена, на основании самых вернейших свидетельств, жизнь Елены Петровны [Блаватской]. Не трудно, конечно, доказать, что книга эта — есть главным образом собрание рассказов о том, чего никогда не было.
А то, что «было на самом деле» в жизни Блаватской, Соловьёв нашёл в «Отчёте Ходжсона», извлечения из которого он приводит в своей книге о ней. В частности, то, что комиссия ОПИ получила сообщения от Синнетта и других теософов о существовании в Тибете братства, члены которого якобы «приобрели сверхъестественное могущество, дающее им возможность совершать чудеса, недоступные обыкновенным людям». Комиссия ОПИ установила, что Блаватская «выдавала» себя за ученицу этих «братьев, называемых также адептами или махатмами», которые, по словам теософов, «выказывали особый интерес к Теософическому Обществу и совершили для него много чудес». Ходжсон также писал в докладе для комиссии ОПИ, что при обсуждении физических феноменов Синнетт «с негодованием» отверг предположение, что Блаватская могла производить «удары» или «звон» при помощи «какой-нибудь скрытой на ней машинки». Ходжсон приводит свидетельство Эммы Куломб:

«Но я не могу не предположить, что последние звуки были производимы чем-либо в этом роде. Г-жа Куломб утверждает, что их происхождение именно таково, при помощи машинки, какие бывают в часах с репетицией. Она показала мне платья, на которых, с правой стороны, немного ниже талии, было пятно, как от ржавчины, по её словам происходившее от трения этой машинки».
Соловьёв констатировал, что из сделанного Ходжсоном разбора теософских «феноменов» становится ясно, «с каким „серьёзным и добросовестным“ исследователем мы имеем дело в лице Синнетта, этого „знаменитого апостола“ новейшей теософии и главнейшего защитника Е. П. Блаватской».

## Переиздания и переводы
В 1913 г. в сокращённом варианте вышло второе издание. Затем книга несколько раз переиздавалась на языке оригинала и была переведена на французский язык. На русский язык был переведён ряд фрагментов книги Синнетта, которые вошли практически во все биографии Блаватской (отечественные и переводные), изданные в России.

## Комментарии
1. ↑  «His [A. P. Sinnett] book, Incidents in the Life of Madame Blavatsky, has been our chief source of information about her youth and early career».[3]
2. ↑  «Much of this biography had been derived from Blavatsky herself».[5]
3. ↑  См. «Incidents in the Life of Madame Blavatsky», 1913, p. 34.[10]
4. ↑  См. «Incidents in the Life of Madame Blavatsky», 1976, pp. 47—48.[11]
5. ↑  See Incidents in the Life of Madame Blavatsky, 1913, p. 35.[12]
6. ↑  Сенкевич писал, что через несколько лет «она узнает его в лондонской толпе, он станет её Учителем, её Покровителем и откроет врата восточной мудрости. В своих сочинениях она увековечит его имя — Мория».[13]
7. ↑  «Блаватская впервые встретилась со своим "Учителем" в августе 1851 года».[14]
8. ↑  «Она вышла замуж в 17 лет за сорокалетнего Никифора Блаватского, вице-губернатора Эриванской губернии в Армении».[15]
9. ↑  See Incidents in the Life of Madame Blavatsky, 1913, pp. 39—40.[16]
10. ↑  Блаватская писала об этом так: «Я обручилась, чтобы отомстить моей гувернантке, даже не думая, что уже не смогу освободиться» (из письма Синнетту).[17]
11. ↑  Cit. Incidents in the Life of Madame Blavatsky, 1913, p. 40.[16]
12. ↑  См. «Incidents in the Life of Madame Blavatsky», 1886, pp. 54—55.[18]
13. ↑  See Incidents in the Life of Madame Blavatsky, 1886, pp. 131—132.[19]
14. ↑  Cit. Incidents in the Life of Madame Blavatsky, 1886, p. 132.[20]
15. ↑  См. «Incidents in the Life of Madame Blavatsky», 1913, p. 103.[21]
16. ↑  Когда профессор Джордж Бёрд напечатал в газете «Нью-Йорк дейли график» статью, в которой братья Эдди объявлялись мошенниками, Блаватская направила в эту газету свой ответ Бёрду и тем самым упрочила свой авторитет в глазах сторонников спиритизма.[22]
17. ↑  See Incidents in the Life of Madame Blavatsky, 1913, p. 61.[23]
18. ↑  See Incidents in the Life of Madame Blavatsky, 1913, p. 120.[24]
19. ↑  П. Вашингтон писал, что способность Блаватской видеть особенности обычных медиумов позволяла ей «противопоставить своё могущество их шарлатанству, неадекватности или пассивности».[25]
20. ↑  Сенкевич нашёл в мемуарах сестры Блаватской (В. П. Желиховской), упоминание о «красивом» имении «Бараний Буерак, где на пасеке жил столетний старичок-пчеловод». В книге же Синнетта «ведун и знахарь» по прозвищу Бараниг Буряк[27] (в оригинале: Baranig Bouyrak) предсказывает маленькой Елене великое будущее. По мнению Сенкевича, «мистический портрет старца», получившего «от неё прозвище по названию имения, — это нескрываемое ёрничество Блаватской».[28]
21. ↑  Сенкевич писал, что свидетельства оккультных способностей Блаватской, изложенные Синнеттом и опубликованные в 1886 году, «переносят нас в её мифологизированное детство. Ведь у великих и святых людей их сверхъестественная одарённость, как полагают агиографы, проявляется чуть ли не с пелёнок».[30] Калнитски писал, что Блаватская, как «харизматичная и противоречивая личность», всегда провоцировала интенсивную реакцию окружающих, как позитивную, так и негативную, и это нередко находило выражение в форме их презрительного или же необоснованно восторженного отношения к ней. Но кроме этого, ещё более проблематичным [для биографов] было то, что она сама «постоянно пересматривала и переосмысливала события своей жизни, часто намеренно утрируя, опуская, изменяя или утаивания факты и детали, руководствуясь неизвестными мотивами».[31]
22. ↑  Гудрик-Кларк писал, что «концепция Учителей» представляет собой идею розенкрейцеров о «невидимых и тайных адептах», работающих для прогресса человечества.[33] Также Г. Тиллетт писал: «Концепция Учителей, или махатм, представленная Блаватской, является сплавом западных и восточных идей; по её словам, местонахождение большинства из них связано с Индией или Тибетом. И она, и полковник Олкотт утверждали, что видели махатм и общались с ними. В западном же оккультизме идея „сверхчеловека“ была связана, в частности, с братствами, основанными Мартинесом де Паскуалли и Луи-Клодом де Сен-Мартеном».[34]
23. ↑  H. P. Blavatsky «was a powerful rapping medium».[38]
24. ↑  Вашингтон охарактеризовал супругов Куломб так: «Она (Эмма Куломб) была надменной, мстительной и сварливой мерзавкой (англ. bitch), и вдобавок мелкой воровкой, не гнушавшейся красть деньги, выданные на ведение хозяйства [в штаб-квартире Общества]. Алексис же был полностью под каблуком у своей злоязычной и тщеславной жены».[40]
25. ↑  По мнению же Гудрик-Кларка, Вернон Харрисон, член ОПИ, «досконально изучив» «Отчёт Ходжсона», «обоснованно опроверг» и обвинения Куломбов, и выводы Ходжсона.[41] См. также: Кто такие теософы?#Обвинения и обвинители.
26. ↑  «Incidents in the Life of Madame Blavatsky... 2nd edition, London: Theos. Publ. Society, 1913, 256 pp.; this edition is abridged, with many important items eliminated».[42]
27. ↑  «37 editions published between 1886 and 2013 in English and French and held by 356 WorldCat member libraries worldwide».[43]

### Публикации сторонников
- Hanson V. Masters and Men: the Human Story in The Mahatma Letters. — Wheaton, Ill: Theosophical Publishing House, 1980. — 323 p. — ISBN 9780835605342.
- Harris P. S. Sinnett, Alfred Percy (англ.). Theosopedia. Manila: Theosophical Publishing House (24 сентября 2012). Дата обращения: 2 декабря 2016.
- Murphet H. When Daylight Comes: A Biography of Helena Petrovna Blavatsky. — Theosophical Publishing House, 1975. — 277 p. — ISBN 9780835604598.
- Neff M. K. Personal Memoirs of H. P. Blavatsky. — Reprint. — Literary Licensing, LLC, 2013. — 342 p. — ISBN 9781494089726.
- Sinnett A. P. The Early Days of Theosophy in Europe. — London: Theosophical Publishing House, 1922.
- Sinnett A. P. Autobiography of Alfred Percy Sinnett. — First Edition. — London: Theosophical History Centre, 1986. — ISBN 0-948753-02-1.
- Крэнстон С. Е. П. Блаватская. Жизнь и творчество основательницы современного теософского движения = HPB: the extraordinary life and influence of Helena Blavatsky, founder of the modern Theosophical movement / Под ред. Л. Л. Данилова. — Рига: ЛИГАТМА, 1999. — ISBN 5-7738-0017-9.
- Мэрфи Г. Когда приходит рассвет: жизнь и труды Елены Петровны Блаватской = When daylight comes: a biography of Helena Petrovna Blavatsky / Пер. с англ. Ю. Окуня. — Урал LTD, 1999. — 437 с.
- Нэфф М. К. Личные мемуары Е. П. Блаватской = Personal Memoirs of H. P. Blavatsky / пер. с англ. Л. Крутиковой и А. Крутикова. — М.: Сфера, 1993. — (Белый Лотос).